# Orde van de Ster van Roemenië
De Orde van de Ster van Roemenië (Roemeens: Ordinul "Steaua României", na 1998 de "Nationale Orde van de Ster van Roemenië" of Ordinul National Steaua României") werd in 1864 door Vorst Alexander Jan Cuza gesticht. Het stichten ging informeel, op verzoek van de prins benaderde de gezant in Parijs het juweliershuis Krétly met het verzoek om een ontwerp en een offerte te sturen. Met het ontwerp ging men akkoord en de gezant bestelde 1000 sets met versierselen in vijf graden.
In Roemenië werd de orde in 1948 afgeschaft en vervangen door de Orde van de Ster van de Volksrepubliek Roemenië maar in 1998 hersteld, De Roemeense koning bleef ook in ballingschap "jure sanguinis" grootmeester.

## De geschiedenis van de orde
In een wet van 10/22 mei 1877 werd de orde tijdens de regering van Carol I van Roemenië ook wettelijk verankerd. Deze ridderorde kende de gebruikelijke vijf graden van een moderne orde van verdienste. In 1990 werd de orde als Nationale Orde van de Ster van Roemenië, ("Ordinul național Steaua României") opnieuw opgericht. Met de val van het communisme hadden ook de socialistische orden van de volksrepubliek afgedaan.
Er waren drie divisies: civiel, met de zwaarden en voor oorlogsverdienste. In 1881 werd in de wet vastgelegd dat de orde 1000 leden zou kennen. 20 grootkruisen, 60 grootofficieren, 120 commandeurs, 300 officieren en 500 ridders. Men moest, bijzondere verdiensten en oorlogsverwondingen daargelaten, ridder zijn alvorens men bevorderd kon worden tot een van de hogere graden. Net als bij het Franse Legioen van Eer, dat de Francofiele Roemenen tot voorbeeld zal hebben gediend, moest men een vastgelegde periode een bepaalde rang in deze orde hebben bezeten. Na drie jaar werd de ridder een officier, na twee jaar en aanhoudende verdienste op een belangrijke post een commandeur, na wederom vijf jaar kon hij een grootofficier worden en uiteindelijk na nog eens vijf jaar tot Grootkruis worden benoemd. Voor vreemdelingen, verdienstelijke kunstenaars en wetenschappers golden deze termijnen niet en voor Roemenen telden oorlogsjaren dubbel. Aan de orde was in de 19e eeuw, alleen voor onderofficieren en soldaten, een pensioen verbonden. In vredestijd moest men, om in aanmerking te komen voor deze decoratie, ten minste 18 jaar met onderscheiding in het leger of de ambtenarij gediend hebben.
Het lint is rood met een dubbele blauwe bies.

## Graden van de orde 1864 - 1948
De orde kende van 1864 tot 1948 de gebruikelijke vijf graden van een moderne ridderorde.
- Grootkruis, "Mare Cruce"

Het ordeteken werd aan een grootlint over de rechterschouder gedragen. Op de borst droeg men een ster.
- Grootofficier, "Mare Ofițer"

Het ordeteken werd aan een lint om de hals gedragen. Op de borst droeg men een iets kleinere ster.
- Commandeur, "Comandor"

Het ordeteken werd aan een lint om de hals gedragen.
- Officier, "Ofițer"

Het ordeteken werd aan een lint waarop een rozet was bevestigd op de linkerborst gedragen.
- Ridder, "Cavaler"

Het ordeteken werd aan een lint op de linkerborst gedragen.
Het ordeteken, een herkruist kruis, van de vier hoogste graden is uitgevoerd in verguld zilver, dat van de vijfde en zesde is uitgevoerd in zilver. Men noemt het kruis in het Roemeens een "cruce repetată" en spreekt ook wel van een Roemeens kruis. Voor oorlogsverdienste werden twee zwaarden onder de kroon of op de ster bevestigd. Van 1864 tot 1932 was het kleinood een verguld zilveren herkruist kruis met blauwe emaillen op de goudgerande armen. In het centrale donkerrode medaillon stond op de voorzijde het zegel van de domnitor, een adelaar, met op de blauwe ring het motto "GENERE ET CORDRES FRATRES" wat "Broeders door afkomst en gevoelen" betekent.
De vorst dacht dat de naam "Ordinul Unirii" of "Orde van de Unie" passend zou zijn voor de decoratie van de twee onder zijn heerschappij verbonden gebieden Moldavië en Walachije. Op 24 januari 1864, de vijfde verjaardag van zijn verkiezing, wilde hij de orde officieel instellen. De getallen "5" en "24" op de keerzijde stonden voor de data van zijn verkiezing in de twee prinsdommen.
De plechtigheid kon geen doorgang vinden en zo bleef de vorst de kruisen en sterren als een persoonlijk geschenk uitreiken. Vorst Alexander raakte in financiële problemen en haalde zich het misnoegen van de grootgrondbezitters en delen van de middenklasse op de hals. Een groep officieren drong op 22 februari 1866 zijn paleis binnen en dwong hem zijn abdicatie te tekenen. Hij werd uitgewezen en bracht de rest van zijn leven door in ballingschap. De Roemeense regering benoemde op 26 maart 1866 de Duitse prins Karel (Carol) van Hohenzollern-Sigmaringen tot nieuwe vorst. In 1880 werden de eerdergenoemde maximale aantallen ridders en door Frankrijk geïnspireerde termijnenregeling voor bevorderingen ingevoerd.
De Hohenzollern-vorst stelde een nieuwe ridderorde, de in 1881 ingestelde Orde van de Kroon van Roemenië, in.
In April 1887 was Roemenië in oorlog met Turkije, men wilde het juk van de suzerein, de Sultan, afschudden. Tijden de oorlog debatteerde het parlement over onderscheidingen en werd besloten dat de Orde van de Unie de eerste Roemeense ridderorde zou zijn. Men koos voor deze orde omdat er in Boekarest een flinke voorraad eretekens gereed lag. Het zegel van de Domnitor en het motto werden gewijzigd. Men koos voor "IN FIDE SALUS". Alhoewel een aantal parlementsleden op de naam "Steaua Dunării" of "Ster van de Donou" aandrong werd op 10 mei 1887 uiteindelijk voor "Steaua României" gekozen. De Wet op de Orde van de Ster van Roemenië was de eerste wet van het onafhankelijke en soevereine Roemenië.

## De statutenwijziging van 1932
In 1932 veranderde Carol II van Roemenië het Roemeense decoratiestelsel ingrijpend. Er kwamen nieuwe orden en de oude Orde van de Ster daalde in de hiërarchie van de eerste naar de vierde plaats. De Orde van Carol I en de Orde van Ferdinand I kregen de voorrang. De stralen in de armen van de ster werden door gouden adelaars met gespreide vleugels vervangen en het medaillon droeg nu een Koninklijk monogram "CI" op de voorzijde en het jaartal "1877" op de keerzijde.
De ster van de grootkruisen bleef, afgezien van deze wijzigingen, min of meer gelijk. De ster van de grootofficieren in de orde werd daarentegen ingrijpend veranderd. De ster werd veel kleiner en het opgelegde kruis verdween. Zo werden de gouden adelaars prominenter en zij omcirkelden, vleugel aan vleugel, het medaillon. Het ridderkruis werd nu in zilver vervaardigd. De zwaarden lagen diagonaal onder het kruis in plaats van onder de kroon. Het Duitse systeem van zwaarden aan de ring is in Roemenië nooit nagevolgd.
Het aantal ridders werd verhoogd tot 1000 burgerlijke en 350 militaire ridders, 500 burgerlijke en 150 militaire officieren, 200 burgerlijke en 75 militaire commandeurs en 75 burgerlijke en 25 militaire grootofficieren. Er werden nu maximaal 35 burgerlijke en 10 militaire grootkruisen benoemd. In 1938 werd de "Eerste Klasse" oftewel "Clasa I" ingesteld. Deze graad was een "Grootkruis IIe Klasse" en er konden 50 burgers en 10 militairen in deze graad worden benoemd. De getallen golden niet voor de buitenlandse benoemingen.
Roemenië was nu een fascistische staat en Conducător al Statului Maarschalk Ion Antonescu besloot op 4 september 1940 dat de Orde van de Ster van Roemenië in het vervolg de tweede Roemeense orde zou zijn. Alleen de zeer exclusieve Orde van Michaël de Dappere of "Ordinul "Mihai Viteazul" zou nu nog voorrang op de Orde van de Ster krijgen.
De eerste drie graden van de orde werden, net als de eerste drie graden van de Orde van de Kroon van Roemenië met zwaarden toegekend. Roemenië voerde van 1941 tot 1944 oorlog tegen Rusland en was daarin een bondgenoot van Duitsland.
De jonge koning wist zich in 1944 van zijn overheersende premier te ontdoen. Roemenië trad nu toe tot het geallieerde kamp en verklaarde Duitsland de oorlog. De koning werd ondanks zijn ingrijpen in 1947 verbannen naar Zwitserland.
De ontbinding van de orde werd in 1992 onrechtmatig en dus nietig verklaard. De Roemeense overheid gaat ervan uit dat de voor 1948 benoemde leden ook nu nog "Ridder in de Nationale Orde van de Ster van Roemenië" zijn.

## De orde van 1948 - 1998
In de Volksrepubliek Roemenië werden de oude orden afgeschaft. Men riskeerde zelfs gevangenisstraf voor het bezit van deze "feodale symbolen". De koning bleef zich in ballingschap "Grootmeester van de Roemeense orden", dus ook van de Orde van de Ster van Roemenië, noemen. In Roemenië werd de orde niet meer gedragen en in zijn ballingschap verleende de koning geen onderscheidingen buiten de eigen familie. Zo leek de orde die alleen nog door oude diplomaten gedragen werd uit de geschiedenis te verdwijnen.
De Volksrepubliek Roemenië heeft in januari 1948 een Orde van de Ster van de Volksrepubliek Roemenië gesticht.

## De orde 1998 - heden

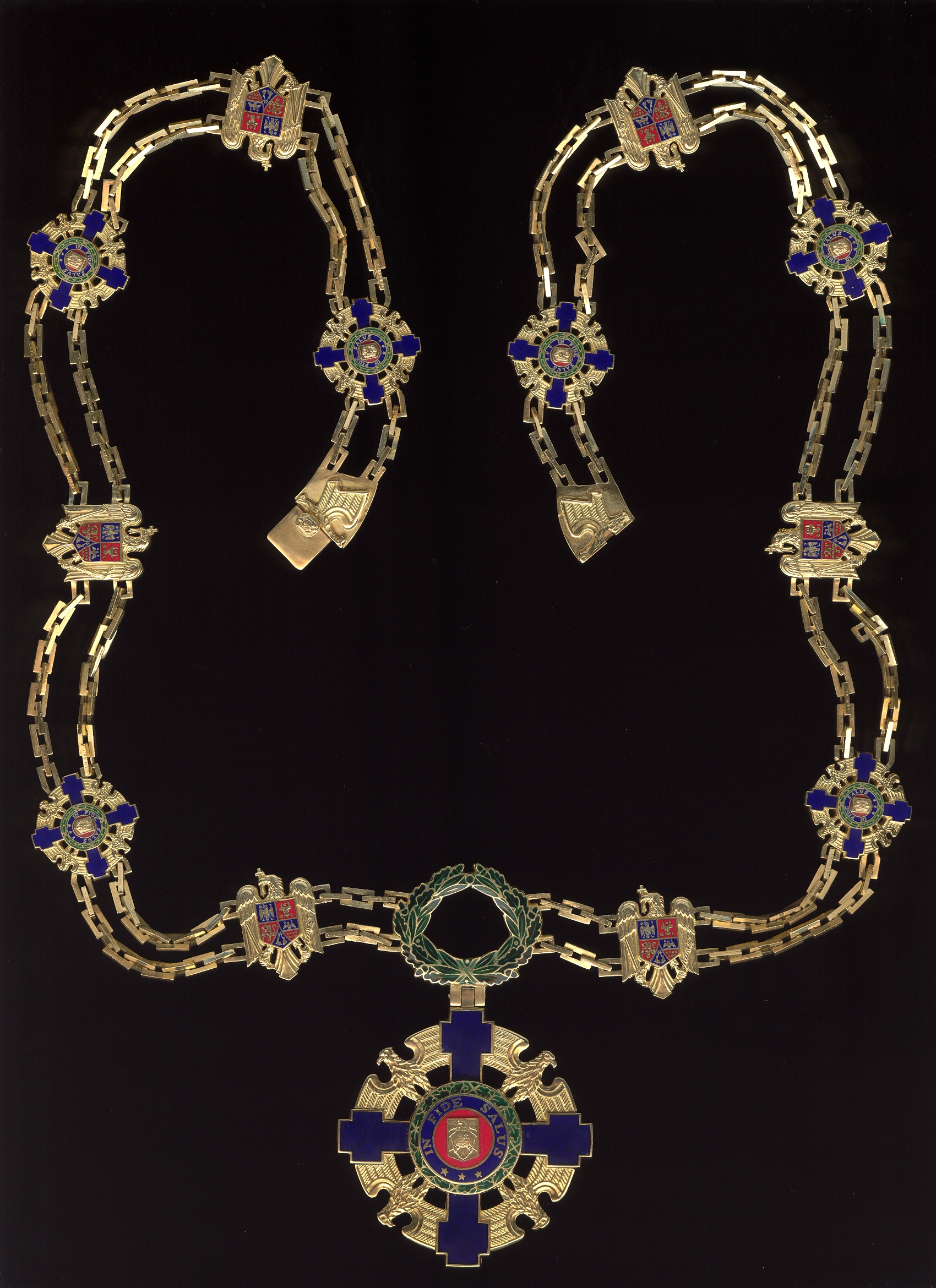
De keten (1998)

Na de val van de communistische dictatuur werd de oude Orde van de Ster van Roemenië in 1998 weer hersteld. Nu als "Nationale Orde van de Ster van Roemenië" of "Ordinul Național Steaua României"". De koning bleef zich overigens grootmeester noemen. In Roemenië is de president van de republiek de grootmeester van de orde die hoger wordt aangeslagen dan de Orde van Verdienste, de "Ordinul național "Serviciul Credincios", maar lager dan de in oorlogstijd verleende en eveneens herstelde Orde van Michaël de Dappere. Alle leden, welke graad zij ook bezitten, noemen zich "Ridder in de Nationale Orde van de Ster van Roemenië", en niet Grootkruis of Officier.
Wanneer men bevorderd wordt mag men de insignes van de lagere graad houden maar niet dragen. De orde wordt bestuurd door de president die ambtshalve Grootmeester is. Hij wordt bijgestaan door een ereraad bestaande uit vijf ridders; één uit iedere graad met uitzondering van de keten. Deze ereraad moet beoordelen of een in opspraak geraakte ridder nog waardig is zich Ridder in de Nationale Orde van de Ster van Roemenië te noemen. Wanneer het oordeel van de ereraad negatief uitvalt wordt men in de registers geschrapt.
In de eerste vijf jaar werden 43 ketens toegekend aan evenzovele staatshoofden. Men verleende 70 grootkruisen waarvan 12 aan Roemenen. 24 Roemenen en 58 anderen werden Grootofficier en 55 Roemenen en 71 vreemdelingen werden Commandeur.140 Roemenen en 56 vreemden werden Officier en er werden 329 Roemenen en 92 vreemden geridderd. De Roemeense presidenten dragen de keten maar zij mogen haar niet houden. De Roemeense president mag zelf benoemingen doen maar hij is daarbij aan een quotum van 10 procent gebonden.
De in 1948 verbannen koning van Roemenië, Michaël I noemt zich ook in 2008 nog Grootmeester van de Orde van de Ster van Roemenië.
De Roemeense versierselen lijken op die van 1932 maar de kroon en het monogram van de koning ontbreken. De orde heeft vijf graden en een keten, de "Colan", voor staatshoofden.

## Gedecoreerden

### (1877-1948)
- Aartshertog Eugen van Oostenrijk (1881)
- Keizer Wilhelm II van Duitsland. (1888) Zie: de Lijst van ridderorden van Wilhelm II van Duitsland.
- Jan Karcz
- Hendrik Pieter Nicolaas Muller (1922)
- Artur Phleps (1920, 1933)
- Edward Rydz-Śmigły
- Amha Selassie van Ethiopië
- Rudolf Walden
- Fritz Witt (1942)
- Walther Wenck (1943)

### De herstelde orde (1998-)
- Abdoellah II van Jordanië (2005)
- Valdas Adamkus (2001)
- Rama IX van Thailand (2000)
- Martti Ahtisaari (1998)
- İlham Əliyev (2004)
- Kofi Annan (2001)
- Gloria Macapagal-Arroyo (2002)
- Beatrix der Nederlanden (2001)
- Frà Andrew Bertie, Grootmeester van de Orde van Malta. (2002)
- George W. Bush (2002)
- Fernando Henrique Cardoso (2000)
- Karel XVI Gustaaf van Zweden (2003)
- Jacques Chirac (1998)
- Carlo Azeglio Ciampi (2003)
- Süleyman Demirel (1999)
- Zine El Abidine Ben Ali (2003)
- Elizabeth II van het Verenigd Koninkrijk (2000)
- Eddie Fenech Adami (2004)
- Alberto Fujimori (1998)
- Árpád Göncz (2000)
- Tarja Halonen (2006)
- Harald V van Noorwegen (1999)
- Hendrik van Luxemburg (2004)
- Juan Carlos I van Spanje (2003)
- Aleksander Kwaśniewski (1999)
- Milan Kučan (2002)
- Margrethe II van Denemarken (2000)
- Milan Kučan (2002)
- Ricardo Lagos (2004)
- Émile Lahoud (2001)
- Stjepan Mesić (2000)
- Noersoeltan Nasarbajev (1999)
- Arnold Rüütel (2003)
- Jorge Sampaio (2000)
- Rudolf Schuster (2000)
- Angelo Sodano (2004)
- Kostis Stephanopoulos (1999)
- Petar Stojanov (1998)
- Vaira Vīķe-Freiberga (2001)
- Ezer Weizman (1999)
- Zayid bin Sultan al Nuhayyan (2002)
- Ernesto Zedillo (2000)

#### Grootkruisen
- Yıldırım Akbulut (1999)
- Teoctist Arăpașu (1999)
- Ehud Barak (1999)
- Oecumenisch Patriarch Bartholomeus I van Constantinopel (1999)
- Silvio Berlusconi (2002)
- Boutros Boutros-Ghali (2000)
- Patriarch Diodorus I van Jeruzalem (1999)
- Pat Cox (2002)
- Bülent Ecevit (1999)
- Laurent Fabius (1999)
- Rafik Hariri (2002)
- Prins-gemaal Henrik van Denemarken (2000)
- Jaap de Hoop Scheffer (2004)
- Mugur Isărescu (2000)
- Lionel Jospin (1999)
- Jean-Claude Juncker (2003)
- Liviu Librescu (2007, een postume benoeming.)
- Adrian Năstase (2002)
- Göran Persson (2004)
- Christian Poncelet (1999)
- Romano Prodi (2000)
- Jean-Pierre Raffarin (2004)
- George Robertson (2000)
- Gil Carlos Rodriguez Iglesias (2002)
- Gerhard Schröder (2004)
- Koningin Sophia van Spanje (2003)
- Wolfgang Schüssel (2004)
- Walter Schwimmer (2001)
- Edmund Stoiber (1999)